# Набадвіп
Набадвіп або Навадвіпа (бенг. নবদ্বীপ, англ. Nabadwip) — місто у окрузі Надія індійського штату Західний Бенгал. Також — історична область у місці злиття річок Бхаґіратхі і Джаланґі (в дельті Гангу), з центром у місті Навадвіпа.

## Клімат
Місто знаходиться у зоні, котра характеризується кліматом тропічних саван. Найтепліший місяць — травень із середньою температурою 31.4 °C (88.6 °F). Найхолодніший місяць — січень, із середньою температурою 19.6 °С (67.2 °F).
| Клімат Навадвіпа        | Клімат Навадвіпа | Клімат Навадвіпа | Клімат Навадвіпа | Клімат Навадвіпа | Клімат Навадвіпа | Клімат Навадвіпа | Клімат Навадвіпа | Клімат Навадвіпа | Клімат Навадвіпа | Клімат Навадвіпа | Клімат Навадвіпа | Клімат Навадвіпа | Клімат Навадвіпа |
| Показник                | Січ.             | Лют.             | Бер.             | Квіт.            | Трав.            | Черв.            | Лип.             | Серп.            | Вер.             | Жовт.            | Лист.            | Груд.            | Рік              |
| Середній максимум, °C   | 26,5             | 29,3             | 34,2             | 37,2             | 37,2             | 34,8             | 32,8             | 32,1             | 32,6             | 32,1             | 29,6             | 26,7             | 32,1             |
| Середня температура, °C | 19,6             | 22,3             | 27,3             | 30,7             | 31,5             | 30,5             | 29,2             | 28,9             | 29               | 27,7             | 23,7             | 19,9             | 26,7             |
| Середній мінімум, °C    | 12,7             | 15,4             | 20,3             | 24,2             | 25,7             | 26,1             | 25,7             | 25,6             | 25,5             | 23,3             | 17,7             | 13,1             | 21,3             |
| Норма опадів, мм        | 11.7             | 23               | 33.5             | 51               | 104.3            | 240.9            | 300.4            | 328.6            | 230.7            | 104.5            | 11.5             | 4.8              | 1444.7           |
| ----------------------- | ---------------- | ---------------- | ---------------- | ---------------- | ---------------- | ---------------- | ---------------- | ---------------- | ---------------- | ---------------- | ---------------- | ---------------- | ---------------- |
| Джерело: Weatherbase    |                  |                  |                  |                  |                  |                  |                  |                  |                  |                  |                  |                  |                  |

## Назва
«Навадвіпа» в перекладі з бенгальської мови означає «дев'ять островів». Ці острови називаються Антардвіпа (Маяпур), Сімантадвіпа, Рудрадвіпа, Мадх'ядвіпа, Ґодрумадвіпа, Рітудвіпа, Джагнудвіпа, Модадрумадвіпа і Коладвіпа.

## Історія
Більше ніж 500 років тому тут пройшли «божественні ігри» вайшнавського святого Чайтан'ї, якого у традиції Ґаудія-вайшнавізму шанують як спільного аватара (втілення) Радги і Крішни. Щорічно Навадвіпу відвідують безліч паломників, які приїздять з усього світу. Особливу популярність має фестиваль Ґаура-пурніма, напередодні якого проводять Навадвіпа-мандала-парікраму — паломництво по дев'яти островах Навадвіпи.